# 多治見市立養正小学校
多治見市立養正小学校（たじみしりつようせいしょうがっこう）は、岐阜県多治見市平野町にある小学校。

## 通学区域
- 通学区域は、山吹町1-3丁目、東町1-4丁目、生田町1-6丁目、下沢町1-3丁目、下沢町4丁目の大部分、坂上町1-10丁目、美坂町1-8丁目、本町5-8丁目、上町1-4丁目、新富町1・2丁目、中町、明治町1・2丁目、小路町、日ノ出町1・2丁目、常盤町、山下町、窯町、奥川町、神楽町、広小路4丁目、星ケ台1-4丁目、元町1-4丁目、陶元町、平野町1-4丁目、大畑町1丁目の一部、大畑町4丁目の一部であり、公立中学校の進学先は多治見市立多治見中学校である[1]。

## 沿革
- 1873年（明治6年）1月 - 多治見村字寺際（現日ノ出町）の報恩寺を仮校舎として、養正学校創立
- 1885年（明治18年）11月 - 多治見小学校に改称
- 1941年（昭和11年）4月 - 多治見第1尋常高等小学校に改称
- 1941年（昭和16年）
  - 3月28日 - 養正尋常高等小学校に改称
  - 4月1日 - 養正国民学校に改称
- 1947年（昭和22年）4月 - 養正小学校に改称
- 2002年（平成14年） - 創設130周年　記念としてショー・コスギ来校。

## 委員会
- 執行委員会（生徒会）
- 体育委員会
- 生活委員会
- 保健委員会
- 給食委員会
- 放送委員会
- 図書委員会
- 清掃委員会など

過去には集会委員会などがあったが、集会委員会は執行委員会がやることになり無くなる。毎年各委員会のキャンペーンがある。

## クラブ活動

### 文化部
器楽・金管クラブが有名な一つである。毎年、器楽・金管クラブOBと体育館で演奏している。

## 学校周辺
- 多治見市役所
- 養正公民館
- 岐阜県立多治見高等学校
- 岐阜県立多治見工業高等学校

## 主な出身者
- 杉郁香（バレーボール選手）